# Tendayi Darikwa
Tendayi David Darikwa (* 13. Dezember 1991 in Nottingham, England) ist ein englischer Fußballspieler, der aktuell bei Wigan Athletic unter Vertrag steht. Seit 2017 spielt er zudem für die simbabwische Fußballnationalmannschaft.

## Vereine

### FC Chesterfield
Der aus der eigenen Jugendakademie stammende Tendayi Darikwa debütierte am 27. November 2010 für den FC Chesterfield bei einer 1:3-Niederlage bei Burton Albion im FA Cup 2010/11. In der Football League One 2011/12 bestritt er zwei Ligaspiele für seinen Verein, der als Drittletzter in die vierte Liga abstieg. 2012/13 etablierte er sich als Stammspieler in der viertklassigen Football League Two und erzielte fünf Treffer in sechsunddreißig Ligapartien. Der FC Chesterfield verpasste als Tabellensiebter knapp den Einzug in die Play-offs. Erfolgreicher verlief die Football League Two 2013/14, in der sich die Mannschaft den Meistertitel sicherte und damit in die dritte Liga zurückkehrte. Zudem zog der Verein aus Chesterfield in das Finale der Football League Trophy 2013/14 ein, verlor die Partie im Wembley-Stadion jedoch mit 1:3 gegen Peterborough United. Auch die Spielzeit 2014/15 verlief für den in allen 46 Ligaspielen eingesetzten Darikwa erfolgreich. Sein Team zog als Tabellensechster in die Play-offs ein, scheiterte dort jedoch vorzeitig mit 0:1 und 0:3 an Preston North End.

### FC Burnley
Am 30. Juli 2015 gab der Zweitligist FC Burnley die Verpflichtung des 23-jährigen Verteidigers bekannt und stattete ihn mit einem Dreijahresvertrag aus. Für seine neue Mannschaft bestritt er einundzwanzig Ligapartien in der Football League Championship 2015/16 und erzielte dabei einen Treffer. Burnley sicherte sich am Ende der Spielzeit den Meistertitel und stieg damit in die Premier League auf. Dort blieb Tendayi Darikwa in der Saison 2016/17 ohne Einsatz und kam lediglich im FA Cup 2016/17 sowie im EFL Cup 2016/17 zum Einsatz.

### Nottingham Forest & Wigan Athletic
Ende Juli 2017 wechselte Tendayi Darikwa zum Zweitligisten Nottingham Forest und unterschrieb einen bis 2021 gültigen Vertrag. Nach seinem Vertragsende wechselte er zu Wigan Athletic. In der EFL League One 2021/22 gewann er mit seiner Mannschaft die Meisterschaft in der dritten englischen Liga und stieg damit in die EFL Championship auf.